# Virginia Duenkel
Virginia Ruth Duenkel, surnommée Ginny Duenkel, née le 7 mars 1947 à Orange (New Jersey), est une nageuse américaine, dont les nages sont le dos et la nage libre.

## Carrière
Virginia Duenkel remporte la médaille d'or sur 400 mètres nage libre et la médaille de bronze sur 100 mètres dos aux Jeux olympiques d'été de 1964 à Tokyo, à l'âge de 17 ans.